# Tessa Worley

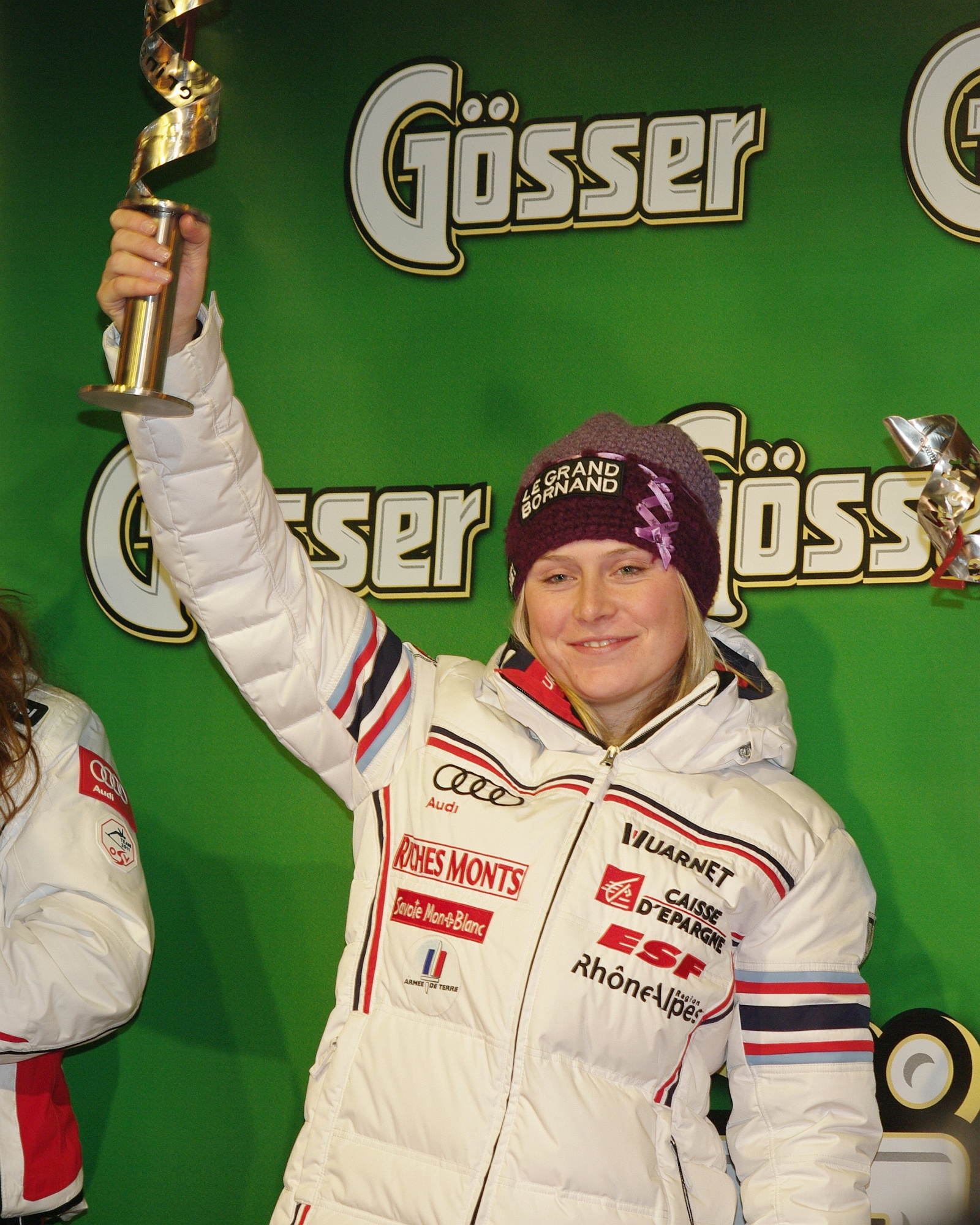
Tessa Worley bei der Siegerehrung des Riesenslaloms von Semmering am 28. Dezember 2010

Tessa Worley (* 4. Oktober 1989 in Annemasse) ist eine ehemalige französische Skirennläuferin. Sie startete im Laufe ihrer Karriere in allen Disziplinen, wobei sie ihre Erfolge im Riesenslalom erzielte. In dieser Disziplin gewann sie den Weltmeistertitel 2013 sowie 2017, die WM-Bronzemedaille 2011 und im Weltcup 16 Siege und zwei kleine Kristallkugeln. Hinzu kommen zwei Weltmeistertitel im Mannschaftswettbewerb in den Jahren 2011 und 2017.

## Biografie
Worley ist die Tochter einer französischen Mutter und eines australischen Vaters. Als Zweijährige erlernte sie das Skifahren. Ihre ersten Lebensjahre verbrachte sie abwechselnd in Frankreich und in Neuseeland (im jeweiligen Winter). Als sie sieben Jahre alt war, trat sie dem Skiclub in ihrem Wohnort Le Grand-Bornand bei. Ihre sportliche Karriere begann im November 2004 mit Einsätzen in FIS-Rennen, ab Januar 2005 auch im Europacup. 2005 war sie Teilnehmerin des European Youth Olympic Festival in Monthey, wo ein fünfter Platz im Riesenslalom ihr bestes Ergebnis war. Nachdem sie im Januar 2006 erstmals ein FIS-Rennen gewonnen hatte, bestritt sie am 4. Februar 2006 in Ofterschwang ihr erstes Weltcup-Rennen und fuhr im Riesenslalom auf den 29. Platz.
Erste Achtungserfolge feierte Worley im März 2007 bei den Juniorenweltmeisterschaften in Flachau, als sie Neunte im Riesenslalom wurde. Bei den französischen Meisterschaften in Val-d’Isère im selben Monat wurde sie Dritte im Riesenslalom und Fünfte im Super-G. Zum Auftakt der Saison 2007/08 überraschte Worley bei ihrem vierten Weltcup-Einsatz mit einem fünften Platz am 27. Oktober 2007 im Riesenslalom von Sölden, den sie mit Startnummer 46 erreichte. Dieses Ergebnis bestätigte sie mit mehreren weiteren Top-20-Ergebnissen. Bei den Juniorenweltmeisterschaften 2008 in Formigal gewann sie die Bronzemedaille im Riesenslalom. Außerdem gewann sie Ende der Saison ihren ersten französischen Meistertitel.

### Erste Weltcupsiege
Am 29. November 2008 gewann Worley überraschend (es war erst ihr zwölftes Antreten im Weltcup) ihr erstes Weltcuprennen, den Riesenslalom in Aspen. Dies war der erste Weltcupsieg einer Französin seit Ingrid Jacquemod im Jahr 2005 und der erste Riesenslalom-Weltcupsieg seit Régine Cavagnoud im Jahr 1999. Im Laufe der Weltcupsaison 2008/09 hatte Worley Mühe, an diesen Erfolg anzuknüpfen und erzielte lediglich eine weitere Top-10-Platzierung. Bei den Weltmeisterschaften 2009 in Val-d’Isère wurde sie im Riesenslalom als beste Französin Siebte. Den zweiten Weltcupsieg feierte Worley am 12. Dezember 2009 im Riesenslalom von Åre. Allerdings gelang es ihr wie im Vorjahr nicht, konstant gute Ergebnisse einzufahren. Dieser Sieg blieb in der Saison 2009/10 ebenfalls ihr einziges Top-10-Ergebnis. Bei den Olympischen Winterspielen 2010 in Vancouver kam sie im Riesenslalom nicht über Platz 16 hinaus.

### Erste Weltmeisterschaftsmedaillen
Endgültig an der Weltspitze etablieren konnte sich Worley in der Saison 2010/11. Am 27. November 2010 gewann sie ihr drittes Weltcuprennen, den Riesenslalom in Aspen. Die Siege vier und fünf folgten im Dezember 2010 bei den Riesenslaloms von St. Moritz und Semmering. Bei den Weltmeisterschaften 2011 in Garmisch-Partenkirchen gewann sie die Goldmedaille im Mannschaftswettbewerb sowie die Riesenslalom-Bronzemedaille (im WM-Riesenslalom lag sie nach dem ersten Durchgang noch auf dem 19. Zwischenrang, ehe sie mit deutlicher Bestzeit im zweiten Durchgang nach vorne stieß). Am Ende der Saison, in der sie auch vermehrt in Slaloms und Super-Gs angetreten war, belegte sie in der Riesenslalomwertung Platz zwei hinter der auf den Tag genau gleichaltrigen Deutschen Viktoria Rebensburg.
Worley gehörte auch in der Saison 2011/12 zu den erfolgreichsten Riesenslalomläuferinnen. Sie gewann zwei weitere Rennen in Kranjska Gora und Soldeu. Da sie aber auch zwei Ausfälle zu verzeichnen hatte, ergab dies lediglich den dritten Platz in der Disziplinenwertung. Im Dezember 2012 gelang ihr in St. Moritz die erste Top-10-Platzierung in einem Super-G, ihr bisher bestes Abfahrtsergebnis gelang ihr am 14. März 2012 mit Platz 12 beim Weltcupfinale in Schladming.

### Riesenslalom-Weltmeistertitel 2013
Zwar fuhr Worley in der Saison 2012/13 in Riesenslaloms einmal auf den zweiten und dreimal auf den dritten Platz, doch gehörte sie vor den Weltmeisterschaften 2013 in Schladming nicht zum engeren Favoritenkreis. Dort gewann sie mit Bestzeit in beiden Durchgängen den Riesenslalom-Weltmeistertitel, mit über einer Sekunde Vorsprung auf Tina Maze und Anna Fenninger.
Am 15. Dezember 2013 konnte Worley in St. Moritz den insgesamt achten Sieg in einem Weltcup-Riesenslalom feiern. Zwei Tage später stürzte sie im Slalom von Courchevel schwer und zog sich dabei einen Kreuzbandriss sowie Meniskusschäden im rechten Knie zu. Somit fiel sie für die restliche Saison 2013/14 aus. Dadurch verpasste sie auch die Olympischen Winterspiele 2014. Am 25. Oktober 2014 kehrte Worley ins Renngeschehen zurück und erreichte beim Riesenslalom von Sölden den siebten Platz; im weiteren Verlauf der Saison 2014/15 gelang ihr noch ein weiteres Top-10-Ergebnis. In der Saison 2015/16 kam sie viermal in die Top Ten: bei den ersten drei Riesenslaloms der Saison mit den Plätzen 5, 5 und 4, und am 21. Februar 2016 als achte im Super-G von La Thuile.

### Nochmals WM-Gold und Sieg im Disziplinen-Weltcup
Endgültig zu alter Stärke zurück fand Worley in der Saison 2016/17. Am 26. November 2016 feierte sie im Riesenslalom von Killington ihren ersten Sieg nach dem Comeback. Zwei Wochen später gewann sie den Riesenslalom von Sestriere. Ein weiterer Sieg folgte Anfang Januar 2017 in Maribor. Ebenso begann sie sich mit zwei fünften Plätzen auch im Super-G an der Weltspitze zu etablieren. Bei den Weltmeisterschaften 2017 in St. Moritz gewann sie zum zweiten Mal die Goldmedaille im Mannschaftswettbewerb sowie die Goldmedaille im Riesenslalom. Mit drei Saisonsiegen sowie vor allem drei zweiten und zwei dritten Plätzen in den Riesenslaloms reiste sie mit 80 Punkten Vorsprung auf Mikaela Shiffrin, der auch drei Saisonsiege gelungen waren, zum Saisonfinale in Aspen an, wo es ihr nicht schwer fiel, im definitiv letzten Rennen das Polster zu verwalten bzw. genaugenommen sogar mit Rang 5 gegenüber Rang 6 der Konkurrentin um fünf Punkte zu erhöhen.
In den folgenden Jahren blieb sie im Riesenslalomweltcup erfolgreich, die Erfolge bei Großevents blieben allerdings aus. Einzig bei den Weltmeisterschaften 2021 in Cortina d’Ampezzo konnte sie im Parallelwettbewerb Bronze gewinnen. Bei den Olympischen Winterspielen 2018 in Pyeongchang wurde sie im Riesenslalom Siebte, bei den Winterspielen 2022 in Peking schied Worley im zweiten Durchgang aus. Am 6. März 2022 gewann sie in Lenzerheide im Riesenslalom ihr 16. Weltcuprennen und liegt damit gemeinsam mit Annemarie Moser-Pröll auf dem dritten Rang der Bestenliste in dieser Disziplin hinter Vreni Schneider und Mikaela Shiffrin. Beim Saisonfinale am 20. März 2022 stellte sie mit Platz 4 ihren zweiten Gewinn des Disziplinenweltcups sicher, indem sie an der bis dahin in der Wertung führenden Sara Hector vorbeizog. Während der Saison 2022/23 fuhr Worley regelmäßig unter die besten zehn, ein Podestplatz blieb jedoch aus. Bei den Weltmeisterschaften 2023 in Méribel blieb sie ohne Medaille. Am 19. März 2023 bestritt sie beim Weltcupfinale in Méribel ihr letztes Rennen und erklärte daraufhin ihren Rücktritt.

## Privates
Worley ist mit dem ehemaligen Skirennläufer Julien Lizeroux liiert. Im Februar 2024 wurden sie Eltern eines Sohnes. Aufgrund ihrer kleinen Statur lautet ihr Spitzname puce („Floh“). Sie gehört dem Skiteam der École militaire de haute montagne (Gebirgs-Militärschule) in Chamonix an und bekleidet den Rang einer Unteroffizierin der Gebirgsjäger.

## Erfolge

### Olympische Winterspiele
- Vancouver 2010: 16. Riesenslalom
- Pyeongchang 2018: 4. Mannschaftswettbewerb, 7. Riesenslalom, 28. Super-G

### Weltmeisterschaften
- Val-d’Isère 2009: 7. Riesenslalom
- Garmisch-Partenkirchen 2011: 1. Mannschaftswettbewerb, 3. Riesenslalom, 13. Slalom
- Schladming 2013: 1. Riesenslalom, 27. Super-G
- Vail/Beaver Creek 2015: 24. Super-G
- St. Moritz 2017: 1. Riesenslalom, 1. Mannschaftswettbewerb, 8. Super-G
- Åre 2019: 5. Mannschaftswettbewerb, 6. Riesenslalom, 16. Super-G
- Cortina d’Ampezzo 2021: 7. Riesenslalom, 13. Super-G
- Méribel 2023: 9. Super-G

### Weltcupwertungen
| Saison  | Gesamt | Gesamt | Abfahrt | Abfahrt | Super-G | Super-G | Riesenslalom | Riesenslalom | Slalom | Slalom | Kombination | Kombination | City Event | City Event |
| Saison  | Platz  | Punkte | Platz   | Punkte  | Platz   | Punkte  | Platz        | Punkte       | Platz  | Punkte | Platz       | Punkte      | Platz      | Punkte     |
| ------- | ------ | ------ | ------- | ------- | ------- | ------- | ------------ | ------------ | ------ | ------ | ----------- | ----------- | ---------- | ---------- |
| 2005/06 | 118.   | 2      | –       | –       | –       | –       | 57.          | 2            | –      | –      | –           | –           | –          | –          |
| 2007/08 | 42.    | 136    | –       | –       | –       | –       | 14.          | 136          | –      | –      | –           | –           | –          | –          |
| 2008/09 | 39.    | 187    | –       | –       | –       | –       | 11.          | 187          | –      | –      | –           | –           | –          | –          |
| 2009/10 | 37.    | 192    | –       | –       | –       | –       | 13.          | 161          | 37.    | 31     | –           | –           | –          | –          |
| 2010/11 | 16.    | 453    | –       | –       | 43.     | 13      | 2.           | 358          | 34.    | 36     | 27.         | 16          | 5.         | 30         |
| 2011/12 | 11.    | 589    | 39.     | 22      | 37.     | 17      | 3.           | 446          | 27.    | 71     | 23.         | 18          | 9.         | 15         |
| 2012/13 | 11.    | 512    | –       | –       | 22.     | 80      | 4.           | 383          | 38.    | 33     | 25.         | 16          | –          | –          |
| 2013/14 | 40.    | 194    | –       | –       | 22.     | 55      | 16.          | 139          | –      | –      | –           | –           | –          | –          |
| 2014/15 | 49.    | 132    | –       | –       | 34.     | 21      | 13.          | 111          | –      | –      | –           | –           | –          | –          |
| 2015/16 | 27.    | 370    | 35.     | 19      | 21.     | 101     | 11.          | 188          | –      | –      | 11.         | 62          | –          | –          |
| 2016/17 | 6.     | 870    | –       | –       | 9.      | 167     | 1.           | 685          | –      | –      | –           | –           | –          | –          |
| 2017/18 | 13.    | 607    | –       | –       | 18.     | 117     | 2.           | 490          | –      | –      | –           | –           | –          | –          |
| 2018/19 | 14.    | 460    | –       | –       | –       | –       | 3.           | 460          | –      | –      | –           | –           | –          | –          |
| 2019/20 | 29.    | 231    | –       | –       | 30.     | 41      | 8.           | 190          | –      | –      | –           | –           | –          | –          |
| 2020/21 | 12.    | 479    | –       | –       | 17.     | 88      | 3.           | 391          | –      | –      | –           | –           | –          | –          |
| 2021/22 | 8.     | 747    | –       | –       | 13.     | 180     | 1.           | 567          | –      | –      | –           | –           | –          | –          |
| 2022/23 | 16.    | 500    | –       | –       | 12.     | 172     | 8.           | 328          | –      | –      | –           | –           | –          | –          |

* Die City-Event-Punkte wurden in der Saison 2012/13 für den Slalomweltcup gewertet.

### Weltcupsiege
- 36 Podestplätze in Einzelrennen, davon 16 Siege:

| Datum             | Ort           | Land       | Disziplin    |
| ----------------- | ------------- | ---------- | ------------ |
| 29. November 2008 | Aspen         | USA        | Riesenslalom |
| 12. Dezember 2009 | Åre           | Schweden   | Riesenslalom |
| 27. November 2010 | Aspen         | USA        | Riesenslalom |
| 12. Dezember 2010 | St. Moritz    | Schweiz    | Riesenslalom |
| 28. Dezember 2010 | Semmering     | Österreich | Riesenslalom |
| 21. Januar 2012   | Kranjska Gora | Slowenien  | Riesenslalom |
| 12. Februar 2012  | Soldeu        | Andorra    | Riesenslalom |
| 15. Dezember 2013 | St. Moritz    | Schweiz    | Riesenslalom |
| 26. November 2016 | Killington    | USA        | Riesenslalom |
| 10. Dezember 2016 | Sestriere     | Italien    | Riesenslalom |
| 7. Januar 2017    | Maribor       | Slowenien  | Riesenslalom |
| 27. Januar 2018   | Lenzerheide   | Schweiz    | Riesenslalom |
| 27. Oktober 2018  | Sölden        | Österreich | Riesenslalom |
| 26. Januar 2021   | Kronplatz     | Italien    | Riesenslalom |
| 28. Dezember 2021 | Lienz         | Österreich | Riesenslalom |
| 6. März 2022      | Lenzerheide   | Schweiz    | Riesenslalom |

- 1 Podestplatz bei Mannschaftswettbewerben

### Europacup
- Saison 2019/20: 6. Super-G-Wertung
- 4 Podestplätze, davon 1 Sieg:

| Datum             | Ort        | Land    | Disziplin |
| ----------------- | ---------- | ------- | --------- |
| 11. Dezember 2019 | St. Moritz | Schweiz | Super-G   |

### Juniorenweltmeisterschaften
- Québec 2006: 14. Riesenslalom
- Altenmarkt 2007: 9. Riesenslalom
- Formigal 2008: 3. Riesenslalom, 18. Slalom
- Garmisch-Partenkirchen 2009: 8. Slalom, 8. Riesenslalom

### Winter-Militärweltspiele
- Aostatal 2010: 1. Slalom-Teamwertung, 3. Slalom
- Annecy 2013: 1. Riesenslalom-Teamwertung, 2. Slalom, 2. Slalom-Teamwertung

### Weitere Erfolge
- 10 französische Meistertitel: Riesenslalom 2008, 2009, 2011, 2015, 2017, 2018, 2019 und 2022, Super-G 2017 und 2018
- 1 Podestplatz im Nor-Am Cup
- 1 Sieg im South American Cup
- European Youth Olympic Festival 2005: 5. Riesenslalom, 17. Super-G, 18. Abfahrt
- 8 Siege in FIS-Rennen